# Космос-2224
Космос-2224 је један од преко 2400 совјетских вјештачких сателита лансираних у оквиру програма Космос.
Космос-2224 је лансиран са космодрома Тјуратам, Бајконур, Казахстан, 17. децембра 1992. Ракета-носач Протон је поставила сателит у орбиту око планете Земље. 